# Anna Jaclard
Anna Jaclard, nata Anna Vasil'evna Korvin-Krukovskaja (Mosca, 18 ottobre 1843 – Parigi, 14 settembre 1887), è stata una giornalista e attivista russa.
Rivoluzionaria socialista, prese parte alla Comune di Parigi con il marito Victor Jaclard. È la sorella della matematica Sof'ja Kovalevskaja.

## Biografia
Anna Vasil'evna Korvin-Krukovskaja nacque, come la sorella Sof'ja, nell'aristocratica famiglia del generale Vasilij Korvin-Krukovskij. Entrambe conobbero la letteratura materialista di Ludwig Büchner e di Karl Vogt, e quella socialista e populista di Černyševskij e di Lavrov, simpatizzando con i circoli politici più radicali.
Nel 1864 incontrò Fëdor Dostoevskij, dopo aver pubblicato due racconti nella rivista letteraria L'Epoca. Lo scrittore la incoraggiò e si legò d'amicizia con lei fino a chiederle di sposarlo, ma ottenne un rifiuto. Scrisse alla sorella Sof'ja: «Sono stupita di non poterlo amare. È talmente buono, intelligente, geniale. Ma gli occorre una donna che si consacri interamente a lui, e io non posso farlo».  Si pensa che Anna sia stata rappresentata da Dostoevskij nel personaggio Aglaia Epancina del romanzo L'idiota.
Lasciata la Russia nel 1866, raggiunse Parigi e lavorò come operaia in una tipografia. Frequentò gli ambienti rivoluzionari e vi conobbe lo studente di medicina Victor Jaclard, con il quale dovette fuggire a Ginevra per sottrarsi all'arresto della polizia bonapartista. Si sposarono e aderirono entrambi alla Prima Internazionale, e sembra che Anna abbia tradotto in russo l'Indirizzo inaugurale, scritto da Marx, dell'Associazione dei lavoratori.
Alla caduta di Napoleone III nel 1870 i coniugi Jaclard tornarono a Parigi, e Anna partecipò alla prima Unione delle donne, fondata da Jules Allix, che ebbe breve vita, venendo sostituita dall'omonima associazione creata da Élisabeth Dmitrieff e Nathalie Lemel. Durante la Comune, Anna Jaclard entrò nel Comitato di vigilanza del XVIII arrondissement di Parigi, occupandosi di organizzare e controllare l'insegnamento svolto nelle scuole femminili. Il 31 marzo 1871 fondò con André Léo il giornale La Sociale e partecipò ai soccorsi dei federati combattenti contro l'esercito di Versailles.
Durante la Settimana di sangue combatté sulle barricate e riuscì a sfuggire ai versagliesi, mente la corte marziale la condannava in contumacia alla deportazione a vita nella Nuova Caledonia, accusandola falsamente di «complicità in sottrazione fraudolenta di diversi effetti». Con il marito si rifugiò in Svizzera, poi a Londra, dove incontrò Marx e cominciò, senza terminarla, la traduzione in russo del I libro de Il Capitale.
Nel 1874 Anna e Victor Jaclard si trasferirono in Russia. Qui lavorò come giornalista e traduttrice, e riprese i contatti con i circoli rivoluzionari. Con l'amnistia del 1880 tornarono a Parigi, dove Anna morì nel 1887.